# Кан Йон Мі
Кан Йон Мі (кор. 강영미; нар. 1 березня 1985 року) — південнокорейська фехтувальниця на шпагах, срібна призерка Олімпійських ігор 2020 року, чемпіонка світу.

## Виступи на Олімпіадах
| Олімпіада           | Дисципліна          | Місце |
| ------------------- | ------------------- | ----- |
| Ріо-де-Жанейро 2016 | індивідуальна шпага | 14    |
| Ріо-де-Жанейро 2016 | командна шпага      | 6     |
| Токіо 2020          | індивідуальна шпага | 19    |
| Токіо 2020          | командна шпага      | 2     |
| Париж 2024          | індивідуальна шпага | 26    |
| Париж 2024          | командна шпага      | 5     |